# Rolf und Alexandra Becker
Rolf Becker (* 25. November 1923 in London; † 3. November 2014 in Rottach-Egern) und Alexandra Becker (* 10. Juli 1925 in Hamburg; † 24. Oktober 1990 in Bad Wiessee) waren ein deutsch-englisches Schriftstellerehepaar. Nach dem Tod Alexandra Beckers schrieb ihr Mann auch allein weiter unter dem Namen Rolf A. Becker, das A. als Reminiszenz an seine Ehefrau verwendend.

## Leben
Rolf Becker erlebte seine Jugendzeit in Erfurt und unternahm erste schriftstellerische Versuche in englischer Kriegsgefangenschaft. Er arbeitete danach als Aufnahmeleiter bei verschiedenen Filmfirmen und hatte erste Kontakte zum Nordwestdeutschen Rundfunk, ging dann aber als Rundfunkregisseur und Autor zur BBC. Ab 1953 arbeitete er als freier Schriftsteller.
Die Offizierstochter Alexandra Becker lernte bei Gustaf Gründgens als Meisterschülerin den Schauspielerberuf. Neben Engagements in Berlin, Potsdam und Lübeck spielte sie am Schauspielhaus in ihrer Heimatstadt Hamburg. Dort lernte sie den Schriftsteller Rolf Becker kennen. Die beiden  heirateten 1953. Alexandra Becker gab ihren Schauspielerberuf auf und wandte sich ebenfalls der Schriftstellerei zu. Gemeinsam verfasste das Ehepaar zahlreiche Hörspiele, Fernsehfilme, Romane und Erzählungen.
Zu den bekanntesten Werken der beiden Autoren gehören Die Experten, Gestatten, mein Name ist Cox und Dickie Dick Dickens. Die Romane um Dickie Dick Dickens wurden als Hörspiele zu den ersten Straßenfegern im deutschen Hörfunk, genauso wie die Vertonungen der Abenteuer von Paul Cox, die eine Kino-Verfilmung und eine Fernsehserie nach sich zogen. Mit diesen Hörspielen schrieb das Schriftstellerehepaar Rundfunkgeschichte. Fernsehgeschichte schrieb das Ehepaar mit den Drehbüchern zur ersten deutschen Familienserie Familie Schölermann (1954).
Beckers, unter dem Pseudonym Ron Barker 1963 geschriebener Wildwestroman Der Tod ritt dienstags: Alte Freunde, harte Gegner wurde 1967 von Tonino Valerii mit Lee Van Cleef und Giuliano Gemma in den Hauptrollen verfilmt.

## Werke

### Bücher
- Dickie Dick Dickens, (Verlag Glock & Lutz, Heroldsberg 1959) Neuausgabe: dtv – ISBN 3423102551
- Dickie Dick Dickens – Tätlichkeitenbericht, Gryphon – ISBN 3935192169
- Dickie Dick Dickens gibt kein Fersengeld, Glock & Lutz, 1961
- Dickie Dick Dickens gegen Chicago, dtv 1984 – ISBN 3423103590
- Dickie Dick Dickens schlägt Wellen, dtv – ISBN 3423105852
- COX I: Gestatten, mein Name ist Cox – Ein Spaßvogel im Kampf mit der Unterwelt, (Sigbert Mohn, Gütersloh 1961) Neuausgabe: Lübbe – ISBN 3404007883
- COX II: Mord auf Gepäckschein 3311, (Sigbert Mohn, Gütersloh 1962) Neuausgabe: Signum
- COX III: Frachtgut für die Hölle, (S. Mohn/Signum, Gütersloh 1968) Neuausgabe: Lübbe – ISBN 3404010574
- COX IV: Gestatten, mein Name ist Cox: Der Fünf-Uhr Mord, Stellfeld – ISBN 3935192649
- Rolf A. Becker: Rendezvous mit meinem Mörder, (Bastei 37032, 1977) Neuausgabe: Lübbe – ISBN 3404006186
- Rolf A. Becker: Der Mann vom Eaton Place, Heyne 8973, 1994 – ISBN 3453073533
- Rolf A. Becker: Gestatten, mein Name ist Cox – Eben war die Leiche doch noch da, Gryphon 2000 – ISBN 393519241X
- Familie Schölermann, Dörner Verlag, Düsseldorf 1960 – ISBN 3871521949
- Ron Barker: Der Tod ritt dienstags: Alte Freunde, harte Gegner, Pabel Verlag, Rastatt 1963, 129
- Rolf A. Becker: Marienhof – der Roman zur Fernsehserie, Ehrenwirth 1991 – ISBN 3548231470
- Rolf und Alexandra Becker: Antonia – Zwischen Kaiserwalzer und Preußens Gloria, Ullstein 1991 – ISBN 3548226221

### Hörspiele
- Rolf A. Becker: Ach, Sie kennen Stanley Adler nicht? Regie: Jürgen Dluzniewski, MDR 1998
- Rolf A. Becker: Der Schrei des Kormoran, Regie: Isabel Schaerer, SRF 2002

### Drehbücher
- 1966: Conan Doyle und der Fall Edalji

### Rolf Becker
- Literatur von und über Rolf Becker im Katalog der Deutschen Nationalbibliothek
- Rolf Becker bei IMDb

### Alexandra Becker
- Literatur von und über Alexandra Becker im Katalog der Deutschen Nationalbibliothek
- Alexandra Becker bei IMDb